# Wahlkreis South West Hertfordshire

Der Wahlkreis mit den Grenzen von 2007

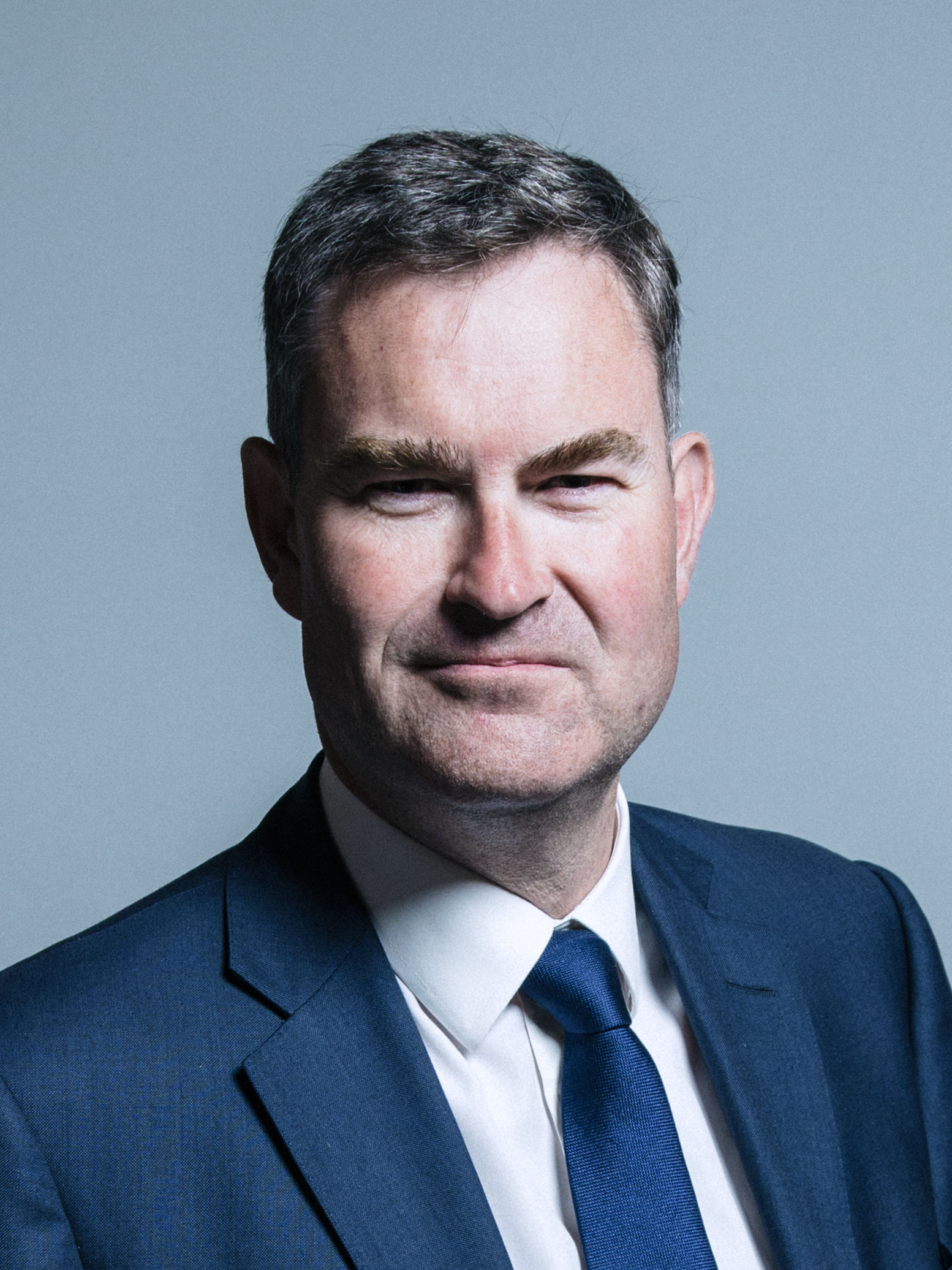
David Gauke vertritt den Wahlkreis seit 2005

South West Hertfordshire ist ein Wahlkreis für das britische Unterhaus in der Grafschaft Hertfordshire. Der Wahlkreis wurde 1950 in seiner heutigen Form geschaffen und deckt einen Großteil von Berkhamsted, Rickmansworth und Tring ab. Er entsendet einen Abgeordneten ins Parlament.

## Geschichte
Im Jahr 1950 wurde der Wahlkreis aus den ehemaligen Wahlkreisen Watford und Hemel Hempstead geschaffen und wird seit Unterhauswahl 1950 durchgehend von Angehörigen der Conservative Party vertreten. Damals gewann Gilbert Longden den Sitz und amtierte bis Februar 1974. Bei der Unterhauswahl im Februar 1974 gewann Geoffrey Dodsworth den Sitz im Parlament. Dieser trat 1979 als Abgeordneter zurück, wodurch eine Nachwahl nötig wurde. Diese gewann Richard Page. Seit der Unterhauswahl 2005 vertritt David Gauke South West Hertfordshire im House of Commons. Gauke sitzt seit September 2019 als parteiloser Kandidat im Parlament und stellte sich auch der Unterhauswahl 2019 als unabhängiger Kandidat.
Der Wahlkreis wies im April 2013 eine Arbeitslosigkeit von lediglich 1,7 % auf. Dieser Wert lag damit erheblich niedriger als der nationale Durchschnitt von 3,8 %.